# Fjällig trädklättrare
Fjällig trädklättrare (Lepidocolaptes squamatus) är en fågel i familjen ugnfåglar inom ordningen tättingar.

## Utseende och läte
Fjällig trädklättrare är en rätt liten trädklättrare med en kort och något nedåtböjd ljust skäraktig näbb. Den enfärgade roströda ovansidan kontrasterar med ett tydligt vitt ögonbrynsstreck, vit strupe och fjällig undersida. Arten liknar paranáträdklättraren, men denna har mörkare hjässa och mer roströd stjärt.

## Utbredning och systematik
Fjällig trädklättrare delas in i två underarter:
- Lepidocolaptes squamatus wagleri – förekommer i nordöstra Brasilien (södra Piauí, västra Bahia och norra Minas Gerais)
- Lepidocolaptes squamatus squamatus – förekommer i östra och sydöstra Brasilien (Bahia, Minas Gerais, Rio de Janeiro och norra São Paulo)

## Levnadssätt
Fjällig trädklättrare hittas i olika typer av miljöer, från fuktiga skogar till öppna och torra skogar till halvöken. Den slår ibland följe med kringvandrande artblandade flockar.

## Status och hot
Arten har ett stort utbredningsområde, men tros minska i antal, dock inte tillräckligt kraftigt för att den ska betraktas som hotad. Internationella naturvårdsunionen IUCN listar arten som livskraftig (LC).